# Grydebæk
Grydebæk og Grydå (dansk) eller Grüdau (tysk) er et mindre vandløb i det sydvestlige Angel i Sydslesvig nord for byen Slesvig. Åen udspringer i Isted Sø og løber mod syd gennem skovklædte skråninger i Grydeskoven inden den munder ud i Langsøen, hvor den mod øst fortsætter som Vedelbæk.
Åens navn er første gang dokumenteret 1312 (Svavstedbogen). Forleddet er glda. gryt i beytdning sten (sml. norrønt grȳta, grjōt).
Samme navn er det svenske Grytån, Grötån og det norske Grjotå, og som norske navn forekommer det flere gange i Danelagen. Vandløbets øvre del mellem Stolk og Isted Sø omtales på tysk også som Strukkerau, af Strukkier (Strukkær)